# Liste von Seen in Deutschland/R
| Name                   | Stadt/Landkreis        | Land                   | Fläche in km² |
| ---------------------- | ---------------------- | ---------------------- | ------------- |
| Raakesee               | Saterland              | Niedersachsen          | 0,040         |
| Rachelsee              | Bayerischer Wald       | Bayern                 | 0,037         |
| Radbodsee              | Hamm                   | Nordrhein-Westfalen    | 0,054         |
| Radener See            | Lalendorf              | Mecklenburg-Vorpommern | 1,2           |
| Rätzsee                | Wustrow                | Mecklenburg-Vorpommern | 2,92          |
| Ragunsee               | Mirow                  | Mecklenburg-Vorpommern |               |
| Rahmer See             | Duisburg               | Nordrhein-Westfalen    |               |
| Rahmersee              | Wandlitz               | Brandenburg            | 0,9           |
| Rammsee                | Molfsee                | Rendsburg-Eckernförde  | 0,03          |
| Rangsdorfer See        | Rangsdorf              | Brandenburg            | 2,72          |
| Rannasee               | Wegscheid              | Bayern                 | 0,2           |
| Rantzauer See          | Barmstedt              | Schleswig-Holstein     | 0,075         |
| Rappbode-Talsperre     | Hasselfelde            | Sachsen-Anhalt         | 3,9           |
| Ratzeburger See        | Ratzeburg              | Schleswig-Holstein     | 12,59         |
| Rederangsee            | Kargow                 | Mecklenburg-Vorpommern | 1,95          |
| Regenbogensee          | Wandlitz               | Brandenburg            | 0,0285        |
| Regener See            | Regen                  | Bayern                 | 0,172         |
| Rehsener See           | Rehsen                 | Sachsen-Anhalt         | 0,0517        |
| Reimershagener See     | Reimershagen           | Mecklenburg-Vorpommern |               |
| Reinstorfer See        | Zurow                  | Mecklenburg-Vorpommern | 0,074         |
| Reitbahnsee            | Neubrandenburg         | Mecklenburg-Vorpommern |               |
| Remberger See          | Duisburg               | Nordrhein-Westfalen    |               |
| Retssee                | Hoppegarten            | Brandenburg            |               |
| Reutemattensee         | Freiburg im Breisgau   | Baden-Württemberg      |               |
| Rheinsberger See       | Ostprignitz-Ruppin     | Brandenburg            |               |
| Riebener See           | Beelitz                | Brandenburg            | 0,38          |
| Riedsee                | Riedstadt              | Hessen                 | 0,24          |
| Riegsee                | Murnau                 | Bayern                 | 1,88          |
| Rießersee              | Garmisch-Partenkirchen | Bayern                 | 0,0305        |
| Rietberger Fischteiche | Rietberg               | Nordrhein-Westfalen    | 0,499         |
| Rietzer See            | Kloster Lehnin         | Brandenburg            | 4,5           |
| Riewendsee             | Päwesin                | Brandenburg            |               |
| Rinderfelder Badesee   | Niederstetten          | Baden-Württemberg      |               |
| Risisee                | Achern                 | Baden-Württemberg      |               |
| Rittermannshagener See | Peenehagen             | Mecklenburg-Vorpommern | 0,482         |
| Riveristalsperre       | Riveris                | Rheinland-Pfalz        | 0,27          |
| Roberner See           | Neckar-Odenwald-Kreis  | Baden-Württemberg      | 0,0324        |
| Röblinsee              | Fürstenberg/Havel      | Brandenburg            |               |
| Roddersee              | Erftstadt              | Nordrhein-Westfalen    |               |
| Röddelinsee            | Templin                | Brandenburg            | 1,8           |
| Rodgausee              | Rodgau                 | Hessen                 | 0,324         |
| Röggeliner See         | Carlow                 | Mecklenburg-Vorpommern | 1,77          |
| Rohrsee                | Bad Wurzach            | Baden-Württemberg      | 0,56          |
| Roither Weiher         | Regensburg             | Bayern                 |               |
| Römersee               | Bad Rappenau           | Baden-Württemberg      |               |
| Rönnbergsee            | Buchholz               | Mecklenburg-Vorpommern |               |
| Roofensee              | Stechlin               | Brandenburg            | 0,56          |
| Rosdorfer Baggersee    | Landkreis Göttingen    | Niedersachsen          | 0,15          |
| Rossenrayer See        | Kamp-Lintfort          | Nordrhein-Westfalen    |               |
| Rotbachsee             | Dinslaken              | Nordrhein-Westfalen    |               |
| Rotemoorsee            | Wesenberg              | Mecklenburg-Vorpommern |               |
| Roter See              | Brüel                  | Mecklenburg-Vorpommern | 0,071         |
| Roter See              | Werra-Meißner-Kreis    | Hessen                 | 0,007         |
| Roter See              | Roggentin              | Mecklenburg-Vorpommern |               |
| Rothener See           | Borkow                 | Mecklenburg-Vorpommern | 0,625         |
| Rothsee                | Landkreis Roth         | Bayern                 | 2,1           |
| Rothsee                | Augsburg               | Bayern                 | 0,105         |
| Röthsee                | Kratzeburg             | Mecklenburg-Vorpommern | 0,19          |
| Rottachsee             | Oberallgäu             | Bayern                 | 2,96          |
| Rottauensee            | Pfarrkirchen           | Bayern                 | 0,54          |
| Rotter See             | Troisdorf              | Nordrhein-Westfalen    |               |
| Rottkuhle              | Bremen                 | Bremen                 | 0,002         |
| Rudower See            | Lenzen (Elbe)          | Brandenburg            | 1,67          |
| Rübensee               | Warin                  | Mecklenburg-Vorpommern |               |
| Rühner See             | bei Bützow             | Mecklenburg-Vorpommern | 0,99          |
| Rützenfelder See       | Kittendorf             | Mecklenburg-Vorpommern |               |
| Rugensee               | Lübstorf               | Mecklenburg-Vorpommern | 0,55          |
| Rubbenbruchsee         | Osnabrück              | Niedersachsen          | 0,64          |
| Ruhlsdorfer See        | Strausberg             | Brandenburg            |               |
| Rummelsburger See      | Berlin                 | Berlin                 |               |
| Ruppiner See           | Neuruppin              | Brandenburg            | 8,25          |
| Rurtalsperre           | Simmerath, Heimbach    | Nordrhein-Westfalen    | 7,83          |
| Russweiher             | Eschenbach             | Bayern                 |               |